# Elecciones estatales de Baja Sajonia de 1998

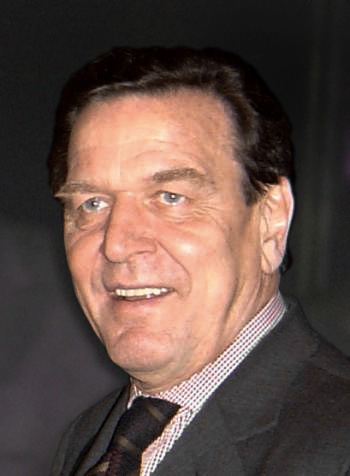
Gerhard Schröder

Las Elecciones estatales de Baja Sajonia de 1998 se llevaron a cabo el 1 de marzo de ese año, con el propósito de elegir a los miembros del Landtag de Baja Sajonia.

## Candidatos[1]
- SPD: Gerhard Schröder
- CDU: Christian Wulff
- Verdes: Rebecca Harms
- FDP: Michael Goldmann

## Resultados
Los resultados fueron los siguientes:
| Partido | Partido                                   | Votos     | % de votos   | Escaños  | % de escaños |
| ------- | ----------------------------------------- | --------- | ------------ | -------- | ------------ |
|         | Partido Socialdemócrata de Alemania (SPD) | 2,068,477 | 47.9% (+3.6) | 83 (+2)  | 52.9%        |
|         | Unión Demócrata Cristiana (CDU)           | 1,549,227 | 35.9% (-0.5) | 62 (-5)  | 39.5%        |
|         | Alianza 90/Los Verdes (GRÜNE)             | 304,193   | 7.0% (-0.4)  | 12 (-1)  | 7.6%         |
|         | Partido Democrático Liberal (FDP)         | 209,610   | 4.9% (+0.5)  | 0 (=)    | 0.0%         |
|         | Die Republikaner (REP)                    | 118,975   | 2.8% (-0.9)  | 0 (=)    | 0.0%         |
|         | Otros                                     | 64,450    | 1.5% (-2.3)  | 0 (=)    | 0.0%         |
| Total   | Total                                     | 4,314,932 | 100.0%       | 157 (-4) | 100.0%       |

## Post-elección
El SPD fue reelegido con un mayor porcentaje de votos, logrando mayoría absoluta y dos escaños adicionales. Se estima que esto se debió a la reducción de la cantidad total de escaños.  El primer ministro Gerhard Schröder (SPD) fue capaz de formar un gobierno  con su partido de nuevo. La CDU experimentó perdidas electorales, mientras que Los Verdes mantuvieron su nivel respecto a la elección anterior de 1994.
Pocos días después de las elecciones, Schröder fue nominado como candidato a la cancillería en las elecciones federales del mismo año por el SPD. Los socialdemócratas posteriormente ganaron las elecciones federales de septiembre de 1998 en coalición con Los Verdes, poniendo fin a 16 años de gobierno de Helmut Kohl. Schröder fue canciller de Alemania hasta el año 2005.